# Over the Limit (2012)
Over the Limit (2012) foi um evento em pay-per-view de wrestling profissional produzido pela WWE, que ocorreu em 20 de maio de 2012, na PNC Arena em Raleigh, Carolina do Norte. Foi o terceiro e último evento Over the Limit.

## Antes do evento
Over the Limit teve lutas de wrestling profissional de diferentes lutadores com rivalidades e histórias pré-determinadas que se desenvolverão no Raw e SmackDown — programas de televisão da WWE, tal como nos programas transmitidos pela internet - Superstars e NXT. Os lutadores interpretaram um vilão ou um mocinho seguindo uma série de eventos para gerar tensão, culminando em várias lutas.
No Raw de 30 de abril, a administradora executiva Eve anunciou que um desafio Beat the Clock aconteceria para definir o desafiante pelo WWE Championship de CM Punk no Over the Limit. Cinco lutas ocorreriam e o lutador que vencesse a sua mais rapidamente se tornaria o desafiante. Daniel Bryan se tornou o desafiante ao derrotar Jerry Lawler.
Durante o Raw de 30 de abril, John Laurinaitis anunciou para John Cena que iria enfrentá-lo em uma luta no Over the Limit. Após o comunicado, com Sakamoto e Lord Tensai, atacou Cena, que estava lesionado por ter lutado com Brock Lesnar na noite anterior.
No SmackDown de 6 de abril, Alberto Del Rio derrotou por desqualificação o Campeão Mundial dos Pesos-Pesados Sheamus em uma luta na qual o título não estava sendo disputado, ganhando assim, uma futura luta pelo World Heavyweight Championship contra Sheamus ou Daniel Bryan, que o enfrentaria pelo título no Extreme Rules. No Extreme Rules, Sheamus reteve seu título contra Bryan, com Del Rio se tornando o próximo desafiante. No Raw de 7 de maio, Chris Jericho e Del Rio derrotaram Sheamus e Randy Orton. Mais tarde, após uma briga entre os quatro, Laurinaitis anunciou que Jericho e Orton também participariam da luta no Over the Limit.
Layla fez seu retorno no Extreme Rules, derrotando Nikki Bella para ganhar o Divas Championship. A antiga campeã Beth Phoenix, que não havia recebido sua revanche contra Nikki, enfrentou Layla pelo título no Over the Limit.

## Evento

### Pré-show
| Papel:        | Nome:                               |
| ------------- | ----------------------------------- |
| Comentaristas | Michael Cole                        |
| Comentaristas | Jerry Lawler                        |
| Comentaristas | Booker T                            |
| Comentaristas | Josh Mathews (Pré-show)             |
| Comentaristas | Matt Striker (Pré-show)             |
| Comentaristas | Carlos Cabrera (Espanhol)           |
| Comentaristas | Marcelo Rodríguez (Espanhol)        |
| Repórter      | Matt Striker                        |
| Repórter      | Josh Mathews                        |
| Anunciadores  | Lilian Garcia (SmackDown)           |
| Anunciadores  | Justin Roberts (Raw)                |
| Anunciadores  | Tony Chimel (Pré-show)              |
| Anunciadores  | Ricardo Rodriguez (Alberto Del Rio) |
| Árbitros      | Scott Armstrong                     |
| Árbitros      | Jack Doan                           |
| Árbitros      | John Cone                           |
| Árbitros      | Chad Patton                         |
| Árbitros      | Charles Robinson                    |
| Autoridades   | John Laurinaitis (Gerente geral)    |
| Autoridades   | Eve (Assistente executiva)          |

Uma luta transmitida por streaming pelo YouTube aconteceu antes do evento, onde Kane derrotou Zack Ryder após um chokeslam. Nos bastidores, a administradora executiva Eve anunciou que uma People Power Battle Royal aconteceria, com o vencedor podendo escolher entre desafiar Santino Marella pelo United States Championship e Intercontinental Championship de Cody Rhodes.

### Lutas preliminares
A primeira luta do evento foi a People Power Battle Royal entre 20 lutadores. Os últimos três lutadores foram The Miz, David Otunga e Christian, com os dois primeiros se aliando contra o último. A luta acabou quando Christian eliminou Otunga e, depois, Miz. Ao fim da luta, Christian apontou para Santino Marella, sinalizando que escolheria uma luta pelo United States Championship.
O segundo combate da luta foi pelo WWE Tag Team Championship, com os campeões R-Truth e Kofi Kingston defendendo o título contra Dolph Ziggler e Jack Swagger, acompanhados por Vickie Guerrero. A luta acabou quando Kofi aplicou um Trouble in Paradise em Ziggler, vencendo.
Layla defendeu o Divas Championship contra Beth Phoenix na luta seguinte. Phoenix concentrou seu ataque no tornozelo antes lesionado de Layla. No entanto, a última venceu a luta ao aplicar um neckbreaker em Phoenix.
Sheamus defendeu o World Heavyweight Championship contra Randy Orton, Chris Jericho e Alberto Del Rio. Sheamus e Orton enfrentaram quase que individualmente, respectivamente, Del Rio e Jericho, antes de lutarem entre si. Logo, Del Rio e Jericho se aliaram contra Orton e Sheamus, usando a mesa dos comentaristas para atacar o último. A luta acabou quando Sheamus aplicou um White Noise em Jericho. Nos bastidores, Christian anunciou que enfrentaria Cody Rhodes, não Santino Marella, tornando-se um mocinho.
Na luta seguinte, Brodus Clay derrotou The Miz após um running splash. Cody Rhodes enfrentou Christian pelo Intercontinental Championship após o combate entre Miz e Clay. Christian derrotou Rhodes após um Killswitch.

### Lutas principais
CM Punk enfrentou Daniel Bryan pelo WWE Championship no combate seguinte. Em uma luta técnica, com diversos movimentos de submissão, Bryan aplicou um Yes! Lock em Punk, que fez o pinfall, ganhando. Ryback derrotou Camacho, acompanhado por Hunico.
John Cena e John Laurinaitis se enfrentaram no combate final da noite. Laurinaitis tentou fugir instantaneamente, mas foi impedido por Cena, que também usou o sino de anúncio de lutas e a mesa dos comentaristas contra Laurinaitis, que começou a atacar o braço lesionado de Cena. Laurinaitis tentou fugir, mas foi capturado por Big Show, que havia sido demitido por ele uma semana antes. Show, no entanto, nocauteou Cena, permitindo Laurinaitis vencer.

## Após o evento
John Cena derrotou Big Show No No Way Out e conseguiu, com isso, demitir Laurinaits. CM Punk derrotou Kane e Daniel Bryan no No Way Out.
No mesmo evento Sheamus manteve seu título contra Dolph Ziggler, Layla também contra Beth Phoenix, Christian venceu Cody Rhodes, mantendo o Intercontinental Championship e Ryback continuou sua sequência de vitórias contra Dan Delaney e Rob Grymes.

## Recepção
O evento recebeu críticas mistas. O tabloide inglês The Sun deu ao evento nota 6.5, dizendo que a luta entre Punk e Bryan foi uma "obra de arte da qual não se podia tirar os olhos". No entanto, disse que a luta entre Cena e Laurinaitis foi infantil e com humor de jardim de infância. O website canadense Canadian Online Explorer deu ao evento nota 9, considerando a luta entre Punk e Bryan a melhor da noite, e a pior, entre Miz e Clay.

## Resultados
| Nº                                          | Resultados                                                                                | Estipulações | Tempo |
| ------------------------------------------- | ----------------------------------------------------------------------------------------- | --- | ----- |
| Pré- show                                   | Kane derrotou Zack Ryder                                                                  | Luta individual | 6:52  |
| 1                                           | Christian venceu ao eliminar por último The Miz                                           | People Power Battle Royal para se tornar desafiante pelo United States Championship ou Intercontinental Championship | 13:12 |
| 2                                           | Kofi Kingston e R-Truth (c) derrotaram Dolph Ziggler e Jack Swagger (com Vickie Guerrero) | Luta de duplas pelo WWE Tag Team Championship                                                                        | 12:12 |
| 3                                           | Layla (c) derrotou Beth Phoenix                                                           | Luta individual pelo Divas Championship                                                                              | 7:08  |
| 4                                           | Sheamus (c) derrotou Chris Jericho, Randy Orton e Alberto Del Rio (com Ricardo Rodriguez) | Luta Fatal 4-Way pelo World Heavyweight Championship                                                                 | 15:52 |
| 5                                           | Brodus Clay (com Naomi e Cameron) derrotou The Miz                                        | Luta individual | 4:08  |
| 6                                           | Christian derrotou Cody Rhodes (c)                                                        | Luta individual pelo Intercontinental Championship                                                                   | 7:18  |
| 7                                           | CM Punk (c) derrotou Daniel Bryan                                                         | Luta individual pelo WWE Championship                                                                                | 24:04 |
| 8                                           | Ryback derrotou Camacho (com Hunico)                                                      | Luta individual | 1:48  |
| 9                                           | John Laurinaitis derrotou John Cena                                                       | Luta individual sem desqualificações ou contagem; se Laurinaitis perdesse, seria demitido                            | 17:04 |
| (c) – Refere-se aos campeões antes da luta. |                                                                                           | |       |

1. ↑  Os outros participantes eram: The Great Khali, William Regal, Jey e Jimmy Uso, Darren Young, Titus O'Neil, Jinder Mahal, Ezekiel Jackson, Tyler Reks, Curt Hawkins, JTG, Tyson Kidd, Michael McGillicutty, Yoshi Tatsu, Drew McIntyre, Heath Slater, Alex Riley e David Otunga.